# Derick Ogbu
Derick Ogbu (sinh ngày 19 tháng 3 năm 1990) là một cầu thủ bóng đá người Nigeria.

## Sự nghiệp câu lạc bộ
Derick Ogbu đã từng chơi cho Ventforet Kofu.